# David Castañeda
Pour les articles homonymes, voir Castañeda.
David Castañeda, né le 24 octobre 1989 à Los Angeles, en Californie, est un acteur américain.
Il est connu pour son rôle de Diego Hargreeves dans la série télévisée Umbrella Academy (2019-2024).

## Biographie
David Castañeda est né à Los Angeles en Californie, mais a grandi dans le Sinaloa, au Mexique. À 14 ans, il retourne vivre aux États-Unis pour aller au lycée. À l'université, il étudie d'abord le génie civil, pour pouvoir reprendre l'entreprise familiale après ses études. Néanmoins, il se dirige finalement vers la réalisation de films, et décide de changer de cursus d'études. Il étudie alors la production cinématographique et l' entrepreneuriat international à l'Université d'État de Californie jusqu'en 2007.
À la suite de cela, David Castañeda décide de devenir acteur et commence à auditionner pour des rôles. Continuant ses études à mi-temps, il obtient son diplôme en 2015.

### Carrière
En 2019, il joue le rôle de Diego Hargreeves alias « Numéro 2 / Kraken » l'un des personnages principaux dans la série télévisée américaine Umbrella Academy. La série est diffusée sur Netflix le 15 février 2019,.
Il a écrit, produit et joue le rôle de Duvad dans le téléfilm, Roofers. 
En 2025, dans le film De l'univers de John Wick : Ballerina, premier spin-off de l'univers John Wick, il incarne Javier Macarro, le père d'Eve Macarro (interprétée par Ana de Armas). Ancien membre de la Ruska Roma, un syndicat d'assassins, Javier trahit cette organisation en enlevant sa fille pour la protéger d'un destin violent. 

### Vie personnelle
David Castañeda parle couramment anglais et espagnol. Il est l'aîné d'une fratrie de trois et a deux sœurs cadettes, Laura et Natasha. 
Il est en couple avec sa partenaire dans la série The Umbrella Academy, Ritu Arya, depuis 2019.  

## Filmographie

### Cinéma
- 2012 : End of Watch de David Ayer : un Cowboy
- 2015 : Freaks of Nature de Robbie Pickering : Tony Cerone
- 2016 : Love Sanchez d'Erik Hudson et Laura P. Vega : Rene
- 2017 : The Ascent de Thomas Murtagh : Louis Medina
- 2018 : Sicario : La Guerre des cartels de Stefano Sollima : Hector
- 2018 : El Chicano de Ben Hernandez Bray : Shotgun
- 2019 : We Die Young de Lior Geller : Rincon
- 2019 : Standing Up, Falling Down de Matt Ratner : Ruis
- 2021 : The Guilty d'Antoine Fuqua
- 2025 : Ballerina de Len Wiseman :  Javier

### Télévision

#### Séries télévisées
- 2009 : Lie to me (saison 2, episode 3)
- 2012 : Southland : Carlos (saison 4, épisode 5)
- 2014 : Switched : Jorge Castillo (7 épisodes)
- 2014-2015 : Jane the Virgin : Nicholas (saison 1, épisodes 5, 11 et 12)
- 2015 : The Player : Listo Salvado (saison 1, épisode 8)
- 2016 : Blindspot : Carlos (saison 1, épisode 21)
- 2019 - 2024 : Umbrella Academy : Diego Hargreeves alias « Numéro 2 / Kraken » (rôle principal, 20 épisodes)
- 2023 : Poker Face

#### Téléfilms
- 2015 : Bound & Babysitting : Eddie
- 2019 : Untitled Paul Attanasio Project : Bembe Medina
- 2019 : Roofers : Duvad

## Distinctions

### Sélection
- 2019 : Prix du meilleur acteur pour We Die Young au Mammoth Film Festival